# Топонимия Камбоджи

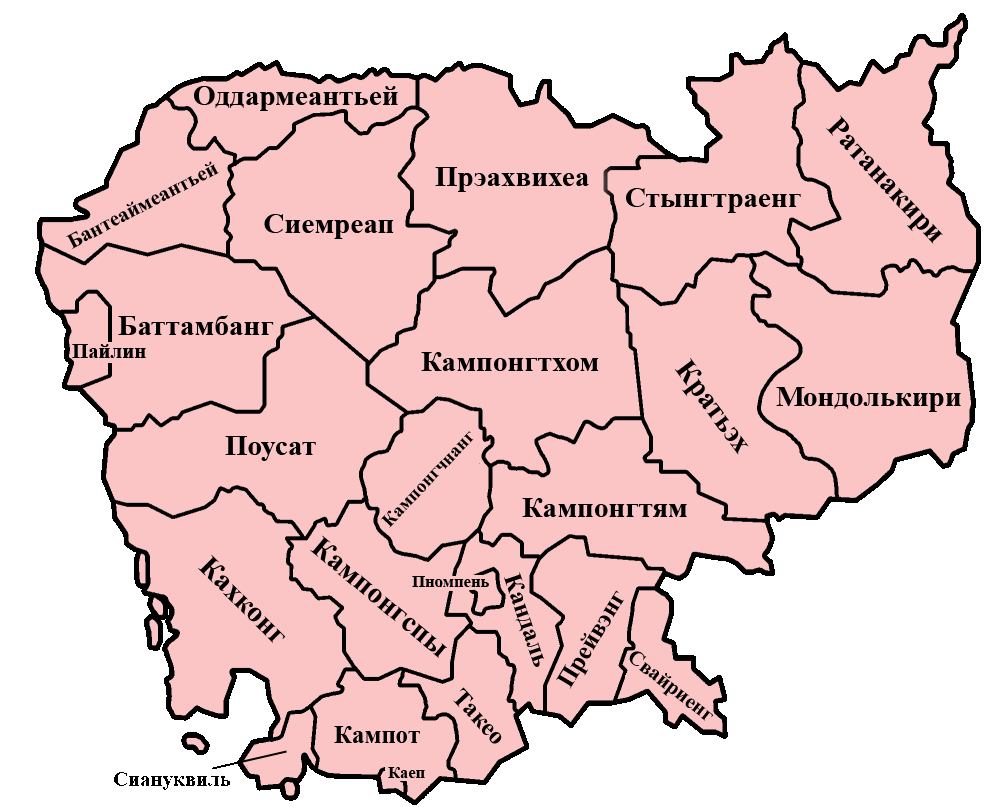
Административное деление Камбоджи

Топонимия Камбоджи — совокупность географических названий, включающая наименования природных и культурных объектов на территории Камбоджи. Структура и состав топонимии обусловлены такими факторами, как состав населения, языковая ситуация и история страны.

## Название страны
Название Камбоджи на кхмерском языке — «Кампучия» (кхмер. ព្រះរាជាណាចក្រ កម្ពុជា). О происхождении и этимологии названия имеется ряд версий. Так, название Камбодж/Камбуджа встречается в бирманских и тайских хрониках IX века, относящихся к регионам в этих королевствах. Имеется надпись в храме Баксей Тьямгкронг в Ангкоре, датированная 947 годом нашей эры, которая содержит миф о происхождении названия Камбоджи от Камбу Сваямбхува — легендарного индийского мудреца, который достиг полуострова Индокитай и женился на принцессе племени нага по имени Мера, объединив тем самым индийскую и местные расы. Французский археолог Ж.Седес на основе этого мифа выводит название Камбужа из Kambu + ja, что означает «потомки Камбу».
Название страны, используемое в официальных ситуациях, таких как политические и новостные программы, — Пратэ Кампучия (кхмер. ប្រទេស កម្ពុជា), буквально «Страна Камбоджа». Разговорное название, наиболее используемое местным населением — Срок Кхмае (кхмер. ស្រុកខ្មែរ), буквально «Земля кхмеров».
| Русское название             | Кхмерское название | Французское название              | Период именования | Примечания                                             |
| ---------------------------- | ------------------ | --------------------------------- | ----------------- | ------------------------------------------------------ |
| Королевство Камбоджи         | ព្រះរាជាណាចក្រកម្ពុជា       | Royaume du Cambodge               | 1953-1970         | Монархия                                               |
| Кхмерская Республика         | សាធារណរដ្ឋខ្មែរ         | République Khmère                 | 1970-1975         | Режим Лон Нола                                         |
| Демократическая Кампучия     | កម្ពុជាប្រជាធិបតេយ្យ       | Kampuchea démocratique            | 1975-1979         | Режим «красных кхмеров»                                |
| Народная Республика Кампучия | សាធារណរដ្ឋប្រជាមានិតកម្ពុជា  | République populaire du Kâmpŭchéa | 1979-1989         | Под контролем правительства, контролируемого Вьетнамом |
| Государство Камбоджа         | រដ្ឋកម្ពុជា            | État du Cambodge                  | 1989-1993         | Под контролем Временного органа ООН.                   |
| Королевство Камбоджа         | ព្រះរាជាណាចក្រកម្ពុជា       | Royaume du Cambodge               | 1993-             | Восстановление монархии                                |

## Формирование и состав топонимии
По оценке В. А. Жучкевича, бо́льшая часть территории Камбоджи относится к области вьетнамской топонимии, для которой характерно широкое распространение легко раскрываемых простых названий, описывающих характеристики географического объекта: цвет воды в реке, размеры поселения и т. д..
Ойконимы Камбоджи в абсолютном большинстве имеют кхмерское происхождение. Название столицы Пномпень по-кхмерски означает холм (матушки) Пень — согласно легенде, город был основан монахиней по имени Пень. Второй по величине город называется Такмау (буквально — «чёрный дед»), название города Баттамбанг означает «потеря палицы» или «пропавшая палица» — по легенде, город построен на месте, куда бедный дровосек Дамбанг забросил свою палицу. Название города Сисопхон на кхмерском значит «красивая свобода», а название Сиемреап — «поражение Сиама» (то есть Таиланда) и обычно воспринимается как ссылка на эпизод в многовековом конфликте между сиамским и кхмерским королевствами, хотя это, вероятно, апокриф. Название Кампонгтям происходит от этнонима народа тямов, которые населяют город, и означает буквально «берег тямов». Город Сиануквиль был основан в 1954 году, при правлении короля Сианука и получил в его честь «европеизированное» название, но после отречения Сианука от власти был переименован в Кампонгсаом, затем ему было возвращено название Сиануквиль (кхмер. ព្រះសីហនុ — Прэахсиханук, буквально — «святой Сианук»).
Среди наиболее известных гидронимов Камбоджи — реки Меконг (начинается на Тибетском нагорье под названием Дзачу (тибет. «верхняя река»), в Южном Китае называется Ланъцанцзян (искажённая китайская передача местного названия, цзян — «река»), в Индокитае получает название Меконг — «мать-река», то есть «главная, большая река») с притоками Эмчу, Мун, Тонлесап (на кхмерском — «большая пресная река»), Сан (во Вьетнаме — Кронгпоко), река и бухта Кампонгсаом (на кхмерском — «белая гавань»).
Среди оронимов страны известны хребет Дангрэк, хребет Кравань, или Кардамоновы горы, переходящие в хребет Дамрэй (на кхмерском означает «слон»), наивысшая точка Камбоджи — гора Ораль (этимология неизвестна), плато Кулен (на кхмерском означает «горы личи»).
Северные регионы Камбоджи содержат пласт тайской топонимии.

## Топонимическая политика
Вопросами топонимической политики в Камбодже занимается Национальная комиссия по географическим названиям при Министерстве землеустройства, строительства и градостроения.